# Clip! Smap! コンプリートシングルス
『Clip! Smap! コンプリートシングルス』（クリップ スマップ コンプリートシングルス）は、日本の男性アイドルグループSMAPのビデオ・クリップ集である。2016年12月28日にJVCケンウッド・ビクターエンタテインメントから発売された。

## 概要
SMAPとしては『Clip! Smap!』以来14年ぶりの2作目のビデオ・クリップ集。前作よりミュージックビデオが大幅に追加収録されている。DVDは3枚組、Blu-ray Disc（以下はBD）は2枚組となる。
本作はデビューシングル『Can't Stop!! -LOVING-』から55枚目のシングル『Otherside/愛が止まるまでは』までのCDシングル55作品、両A面を含む63曲の映像が収録され、ミュージック・ビデオが存在しない楽曲については、代替としてライブ映像が収録された。
元メンバーの森且行の映像も収録されている。
また本作の1週間前の2016年12月21日にはベストアルバム『SMAP 25 YEARS』も発売された。
初回出荷枚数は約40万枚となる。

## チャート成績
- 2017年1月9日付の週間オリコンチャートで、DVDは初動19.2万枚、BDは初動18.9万枚を記録し、DVDとBD両部門で総合1位を獲得した。音楽DVDとBDの売上枚数を合算した「総合ミュージック映像ランキング」でも1位を獲得し、DVDとBDとあわせて初週付の映像ランキング主要3部門を制した。
- 同年1月16日付の週間ランキングでも1位を獲得し2週連続となった。
- 同年1月23日付の週間ランキングではDVDが3週連続で1位を獲得、音楽映像作品が3週連続でDVD総合1位を獲得したのは、 嵐が2015年に発売した『ARASHI LIVE TOUR 2014 THE DIGITALIAN』が2015年8月10日、17日、24日付で記録して以来1年5ヶ月ぶり史上6作目となり、自身の音楽映像作品がDVDランキングで3週連続1位を獲得したのは今作が初めてとなった。
- 2017年上半期ラインキングではDVD部門とBD部門でそれぞれ2位を獲得した。
- 累積売上はDVDは26.8万枚、BDは22.9万枚、合算売上枚数は49.7万枚。

## 収録曲
※DVDではDisc 1に1〜24、Disc 2に25〜40、Disc 3に41〜63を収録。Blu-rayではDisc 1に1〜32、Disc 2に33〜63を収録。
1. Can't Stop!! -LOVING- [2]
2. 正義の味方はあてにならない [3]
3. 心の鏡 [4]
4. 負けるなBaby! 〜Never give up [5]
5. 笑顔のゲンキ [6]
6. 雪が降ってきた [7]
7. ずっと忘れない [3]
8. はじめての夏 [3]
9. 君は君だよ [8]
10. $10 [9]
11. 君色思い [9]
12. Hey Hey おおきに毎度あり [9]
13. オリジナル スマイル [3]
14. がんばりましょう [10]
15. たぶんオーライ [11]
16. KANSHAして [12]
17. しようよ [10]
18. どんないいこと [3]
19. 俺たちに明日はある [13]
20. 胸さわぎを頼むよ [3]
21. はだかの王様 〜シブトクつよく〜 [3]
22. 青いイナズマ [3]
23. SHAKE [3]
24. ダイナマイト [3]
25. セロリ [3]
26. Peace! [3]
27. 夜空ノムコウ [3]
28. たいせつ [14]
29. 朝日を見に行こうよ [3]
30. Fly [15]
31. Let It Be [16]
32. らいおんハート [3]
33. Smac [3]
34. freebird [3]
35. 世界に一つだけの花 [17]
36. 友だちへ〜Say What You Will〜 [3]
37. BANG! BANG! バカンス! [3]
38. Triangle [3]
39. Dear WOMAN [3]
40. ありがとう [3]
41. 弾丸ファイター [3]
42. そのまま [3]
43. White Message [18]
44. この瞬間、きっと夢じゃない [3]
45. そっと きゅっと [3]
46. スーパースター★ [19]
47. This is love [3]
48. 僕の半分 [3]
49. さかさまの空 [3]
50. Moment [3]
51. Mistake! [3]
52. Battery [3]
53. Joy!! [3]
54. シャレオツ [3]
55. ハロー [3]
56. Yes we are [3]
57. ココカラ [3]
58. Top Of The World [3]
59. Amazing Discovery [3]
60. 華麗なる逆襲 [3]
61. ユーモアしちゃうよ [3]
62. Otherside [3]
63. 愛が止まるまでは [3]